# Clematis nannophylla
Clematis nannophylla är en ranunkelväxtart som beskrevs av Carl Maximowicz. Clematis nannophylla ingår i släktet klematisar, och familjen ranunkelväxter.

## Underarter
Arten delas in i följande underarter:
- C. n. foliosa
- C. n. pinnatisecta